# Giancarlo Marocchi
Giancarlo Marocchi (Imola, Provincia de Bolonia, Italia, 4 de julio de 1965) es un exfutbolista italiano. Se desempeñaba en la posición de centrocampista.

## Selección nacional
Fue internacional con la selección de fútbol de Italia en 11 ocasiones. Debutó el 22 de diciembre de 1988, en un encuentro amistoso ante la selección de Escocia que finalizó con marcador de 2-0 a favor de los italianos.

### Participaciones en Copas del Mundo
| Mundial                        | Sede   | Resultado     |
| ------------------------------ | ------ | ------------- |
| Copa Mundial de Fútbol de 1990 | Italia | Tercer puesto |

## Clubes
| Club           | País   | Año         |
| -------------- | ------ | ----------- |
| Bologna F. C.  | Italia | 1982 - 1988 |
| Juventus F. C. | Italia | 1988 - 1996 |
| Bologna F. C.  | Italia | 1996 - 2000 |

## Palmarés

### Campeonatos nacionales
| Título              | Club           | País   | Año     |
| ------------------- | -------------- | ------ | ------- |
| Serie B             | Bologna F. C.  | Italia | 1987-88 |
| Copa Italia         | Juventus F. C. | Italia | 1989-90 |
| Serie A             | Juventus F. C. | Italia | 1994-95 |
| Copa Italia         | Juventus F. C. | Italia | 1994-95 |
| Supercopa de Italia | Juventus F. C. | Italia | 1995    |

### Copas internacionales
| Título            | Club           | País   | Año     |
| ----------------- | -------------- | ------ | ------- |
| Copa de la UEFA   | Juventus F. C. | Italia | 1989-90 |
| Copa de la UEFA   | Juventus F. C. | Italia | 1992-93 |
| Liga de Campeones | Juventus F. C. | Italia | 1995-96 |
| Copa Intertoto    | Bologna F. C.  | Italia | 1998    |

## Condecoraciones
| Condecoración                                             | Año  |
| --------------------------------------------------------- | ---- |
| Caballero de la Orden al Mérito de la República Italiana. | 1991 |